# Оправдание Гоголя
«Оправдание Гоголя» — российский десятисерийный документальный фильм, посвящённый Николаю Гоголю и приуроченный к 200-летию со дня его рождения. Автор сценария и ведущий — Игорь Золотусский. Режиссёр — Виктор Спиридонов. Все тексты Гоголя — из пьес, повестей, писем — звучат в фильме в исполнении актёра Алексея Девотченко. Фильм был задуман не как биография писателя или анализ его произведений, а «попытка отыскать истину, разгадать тайну личности Гоголя, приоткрыть историю его души». Премьера фильма состоялась 10 марта 2009 года на телеканале «Культура».

## Создание фильма
Сценарий десятисерийного фильма о Гоголе был написан Игорем Золотусским ещё в 2006 году, о чём объявила «Российская газета», в интервью которой Золотусский сказал: «Еще два года назад я подал заявку на канал „Культура“, но дело как-то стояло. Лишь после присуждения мне Премии Александра Солженицына за книгу о Гоголе я был принят Олегом Добродеевым, руководителем второго канала. Он был очень доброжелателен, внимателен, а главное — идея пришлась ему по душе. Он обещал мне помочь и действительно достал деньги для этого проекта. Эти деньги уже переведены на счет второго канала, со мной заключен договор о съемках фильма. Как написано в договоре, это „документально-художественный фильм о Гоголе“». Режиссёром фильма стал Виктор Спиридонов. Работа над фильмом заняла полтора года. Съёмки проходили на родине Гоголя, Санкт-Петербурге, Москве, Иерусалиме, где Гоголь молился у Гроба Господня, в Германии, во Франции, в Швейцарии, в Италии. По инициативе Виктора Спиридонова качестве соведущего был привлёчён петербургский актёр Алексей Девотченко. Виктор Спиридонов объяснил это так: «Игорь Петрович говорит, что он хочет пройти ещё раз по пути Гоголя и развеять какие-то вещи, которые уложились за много лет в сознании многих людей, а его визави пытается разобраться в персонажах, о которых Гоголь писал». По словам Девотченко: «это было замечательно — окунуться в Поприщина, в Башмачкина. И в Гоголя, конечно. И надо сказать, мне это не далось просто. Не только по количеству выученных текстов и перевоплощений в разные ипостаси, но и чисто физически. Мои съемки проходили в феврале прошлого [2008] года в огромном павильоне, в котором температура была такой, как на улице. А я по замыслу художника должен был сниматься в рубашечке на голое тело, иногда на меня накидывали какой-то кафтанчик. Вот так — с насморками, болезнями я погружался в классика».

## Идея фильма

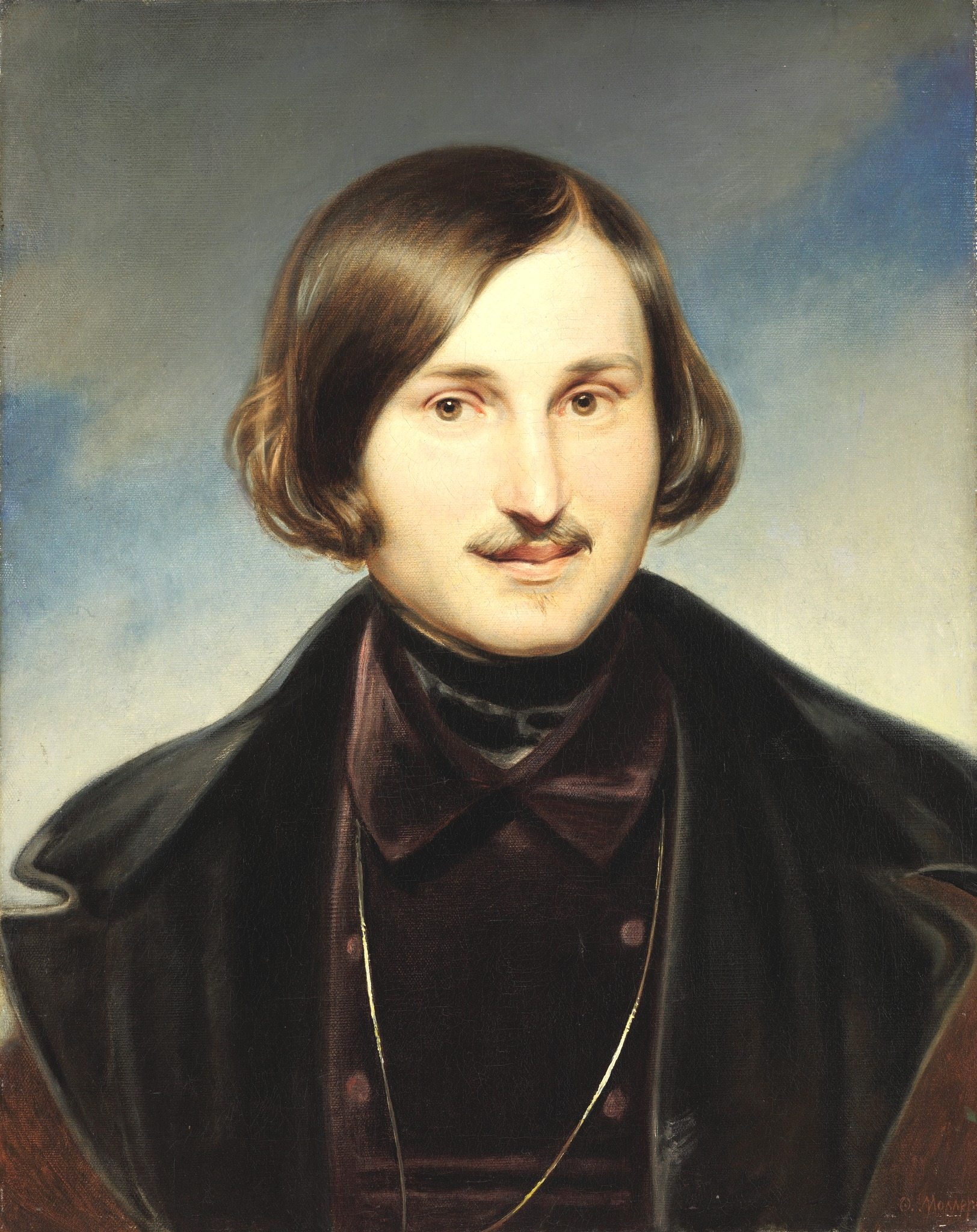
Н. В. Гоголь

По словам Игоря Залотусского: «мы попытались разрушить одно из капитальных заблуждений насчет Гоголя — о природе его дара. Его по сей день считают обличителем российских язв, самого русского человека, тонущего в невежестве, лени и прочих пороках. За Гоголем тянется репутация сатирика, который своим жестоким смехом выжигал „наши раны“. Я думаю, что это заблуждение. Сам Гоголь считал себя не сатириком, а комиком. Его оружием был отнюдь не сарказм <…> Сарказм начисто отсутствует в гоголевском смехе, его оружие — юмор. А юмор опять-таки в переводе с греческого — „влага“. Юмор как освежающий дождь смывает со смеха Гоголя и горечь, и отчаяние, и печаль. Это смех весенний, солнечный».
Название фильма Игорь Золотусский объяснил так: «Речь идет не об оправдании перед зрителем, читателем, наконец, Россией <…> Это высшее оправдание, которое Гоголь искал всю свою жизнь, — оправдание перед Богом. Он говорил, что нельзя входить в храм неряшливо одетым. Гоголь хотел предстать перед Богом с чистой душой». По словам Алексея Девотченко, черновым названием фильма было «Горьким словом моим посмеюся», что по мнению актёра «может быть, менее красивое, но более живое. Впрочем, у авторов фильма свой взгляд. Ну а что касается „Оправдания Гоголя“, то, конечно же, Гоголь не нуждается ни в каких оправданиях ни перед кем. Я согласен с Золотусским, что хотя Гоголь и дорожил мнением читателя, но вовсе не читатель был его Высшим судом. Он сам оправдывался перед Богом своей жизнью, своим стремлением к личному совершенству. Пожалуй, это и есть главная мысль фильма».

## Содержание
1-я серия «Никола Диканьский»: Рождение Николая Гоголя в 1809 году; удивительная история любви его родителей — Василия Афанасьевича и Марии Ивановны; детские годы и влияние христианства и язычества на характер Гоголя.
2-я серия «Поприще»: Странный характер мальчика; годы учения в Полтавском поветовом училище; смерть младшего брата Ивана; учёба в гимназии князя Безбородко в Нежине; прозвище «таинственный Карло»; Гоголь хорошо рисует и великолепно играет в школьных спектаклях; Дмитрий Трощинский; смерть отца; актёрский талант Гоголя; мечты Гоголя о служебной лестнице, о карьере чиновника; отъезд в Петербург.
3-я серия «Осада Петербурга»: Приезд в Петербург; комната на Гороховой улице, которую называли «Невским проспектом для бедных»; четвёртый этаж — символ бедности, именно там будут жить Башмачкин, Поприщин, Хлестаков; служба в департаментах, попытка стать актёром, неудача с поэмой «Ганц Кюхельгартен»; несостоявшийся визит к Пушкину; первая книга «Вечеров на хуторе близ Диканьки».
4-я серия «Я совершу…»: жизнь в Петербурге; знакомство с Пушкиным и Жуковским; вторая книга «Вечеров на хуторе близ Диканьки»; успех; поездка на родину — в Васильевку; творческий кризис 1833 года; выход из кризиса; книги «Миргород» и «Петербургские повести»; отзывы читателей и критиков.
5-я серия «Русской чисто анекдот»: история пьесы «Ревизор»; нападки цензуры; разрешение Николая I на постановку пьесы; отношения с Пушкиным; успех «Ревизора» у зрителей и нелестные отзывы критики; работа Гоголя в журнале Пушкина «Современник»; разногласия с Пушкиным; отъезд в 1836 году в Европу.
6-я серия «Пророку нет славы в отчизне»: Гоголь в Швейцарии; знакомство с западноевропейской философией и культурой; автографы Гоголя на одной из колонн Шильонского замка и на памятнике Руссо в Женеве; начало работы над первым томом «Мёртвых душ»; Гоголь переезжает в Париж, восхищается Мольером и культурой Франции; изменение замысла «Мёртвых душ»; известие о смерти Пушкина.
7-я серия «Родина души»: Жизнь в Италии, которую Гоголь очень любил и называл родиной души; взаимоотношения Гоголя и Александра Иванова; работа над новой редакцией повести «Портрет»; постижение искусства итальянского Возрождения: Рафаэль, Леонардо; Характер Гоголя, его странности и причуды.
8-я серия «Чичиков и другие»: Почему Гоголь назвал своё сочинение поэмой?; Смысл добавления лирических отступлений; Образы Плюшкина, Коробочки, Собакевича; тема смерти в поэме и вечный страх смерти у самого Гоголя, приступы меланхолии; окончание работы над «Мёртвыми душами»; приезд Гоголя в Россию; обсуждение «Мёртвых душ» в московском цензурном комитете; трудности с печатаньем книги, ходатайство Белинского; выход книги.
9-я серия «Несчастная книга»: Гоголь за границей. Книга «Выбранные места из переписки с друзьями», которая разочаровала большую часть русского «прогрессивного общества»; Письмо Белинского к Гоголю и ответ Гоголя.
10-я серия «Не поспел со словом…»: Путешествие писателя в Иерусалим. Разочарование от собственной холодности у гроба Господня; возвращение в Петербург; попытка устроить семейную жизнь; поездка на родину в Васильевку; работа над вторым томом «Мёртвых душ»; последние месяцы жизни; творческий и духовный кризис; сожжение второго тома «Мёртвых душ»; предсмертная записка.

## Над фильмом работали
- Игорь Золотусский — автор и ведущий
- Алексей Девотченко — фрагменты из произведений и писем, ведущий
- Виктор Спиридонов — режиссёр-постановщик
- Юрий Журавлёв — оператор-постановщик
- Евгений Дога — композитор
- Фотис Петровский — художник-постановщик
- Галина Кириченко — художник по костюмам

- в фильме снимались
  - Михаил Сохань
  - Павел Олихейко
  - Богдан Чернявский
  - Евгений Сидоренко

- закадровый текст
  - Александр Баринов
  - Дмитрий Межевич
  - Евдокия Межевич